# Dino Ceglie
Dino Ceglie, all'anagrafe Leonardo Ceglie (Milano, 8 aprile 1958), è un compositore e produttore discografico italiano, proprietario dello studio di registrazione Nikto di Milano.

## Biografia
Compie i suoi primi passi nel mondo della musica all’età di sei anni, frequentando i corsi di pianoforte del M° Alfonso Matrella, Sauro Sili (Civica Scuola di Milano), Aldo Rossi, e successivamente con il M° Sante Palumbo. Dal 1978 sviluppa le proprie conoscenze tecnico musicali allo "Studio7" importante studio di registrazione Milanese, di proprietà dell'imprenditore, nonché compositore ed Editore Tito Fontana. Nello stesso periodo apre il suo primo studio di registrazione, nel locale di proprietà di Miki Del Prete, paroliere e produttore discografico italiano (ex clan di Celentano). L’attività svolta con successo gli permette di dar vita ad un secondo e più qualificato studio il "Chroma", dove lavora con artisti di grande fama.
Dal 1983 inizia l’attività di produttore discografico, realizzando molti dischi di musica classica, jazz e pop. Nella sua lunga carriera, ha collaborato in qualità di musicista, arrangiatore, fonico e produttore con artisti di fama internazionale.

## Artisti con cui ha lavorato
Gli artisti con cui ha lavorato sono: Placido Domingo, Randy Crawford, Amii Stewart, Sarah Jane Morris, Lucia Valentini Terrani, Nomeda Kazlaus, Katia Ricciarelli, Dario Argento, Alexia, Phil Palmer, Ludovico Einaudi, Luca Jurmann, Marco Carta, Ivano Fossati, Tony Renis, Mario Lavezzi, Elisa, Rossana Casale, Matia Bazar, Vasco Rossi, Pooh, Mal, Biagio Antonacci, John Clark, Tony Scott, Naná Vasconcelos, Pino Palladino, Antonello Venditti, Fiorello, Caterina Caselli, Davide De Marinis,Tullio De Piscopo, Patrizio Fariselli, Bruno Lauzi, Bobby Solo, Fausto Leali, Dirotta su Cuba, Cattivi Pensieri, Claudia Mori, Ornella Vanoni, Area, Teo Teocoli, Giorgio Faletti, Athina Cenci, Lorella Cuccarini, Danilo Amerio, Baraonna, Mel Brooks, Fabio Concato, Zuzzurro e Gaspare, Luciana Littizzetto, Cristina D’Avena, Al Bano, Nick the Nightfly, Gemelle Kessler, Ricchi e Poveri, Antonio Albanese, Pino Campagna, Franco Fasano, Buen Color, Leda Battisti, Enzo Gragnaniello, Bruno De Filippi, Gene Gnocchi, Giacomo Ciccio Valenti, Alessandro Benvenuti, Silvio Orlando, Gianni Bella, Carlo Pistarino, Ezio Greggio, Enrico Beruschi, Giannina Facio, Flavio Oreglio, Iva Zanicchi, Fiorella Mannoia, Daniela Goggi, Lorna Windsor, Emmanuel Presenta, Alexandre Pires, Melon Diesel, Cristiano Malgioglio, Beppe Vessicchio, Vince Tempera, Renato Serio, Pino Massara, Demo Morselli, Sante Palumbo, Gianni Basso, Pino Donaggio, Natale Massara, Massimo Guantini, Franco Cerri, Enrico Intra, Renato Sellani, Detto Mariano e tanti altri.

### Sigle e musiche per programmi televisivi
- Sigla e musiche programma “Emilio” (Canale 5) (Arrangiam. P.Fariselli)
- Sigla e musiche programma “Chi mi ha visto?” (Rete 4), Emanuela Folliero
- Sigla “News” Stream la Macchina del Tempo (MTC)
- Sigla “Galapagos” Stream la Macchina del Tempo (MTC)
- Sigla e musiche programma “Marte e Venere” (Rete 4)
- “I Bellissimi” (Rete 4), Emanuela Folliero
- “Oroscopo” (Canale 5)
- Sigla e musiche programma “La sai l’ultima?” (Canale 5)
- Sigla e musiche programma “Sapore divino” (Italia 1)
- Musiche programma “Quizzone” (Canale 5) Gerry Scotti
- Sigla e musiche programma “Salto nel buio” (Italia 1)
- Sigla e musiche programma “Lo stivale delle meraviglie” (Rete 4)
- Sigla e musiche programma “Arcana” (Italia 1)
- Musiche programma “Premium Calcio” Mediaset
- Musiche per telenovela “Batticuore” (Rete 4) con Tony Renis
- Sigla e musiche programma “Genius” (Canale 5), Mike Bongiorno
- Sigla e musiche programma “Chi ha incastrato lo zio Gerry (Canale 5) Gerry Scotti
- Musiche programma “Pianeta mare” Rete 4
- Alcune musiche di sottofondo del programma “Verissimo” Canale 5, Centovetrine
- Riarrangiamento della sigla di “Forum” Rete 4  e Canale 5
- Musiche programma (Melaverde) Rete 4
- Musiche programma “Il braccio e la mente” (Canale 5), Flavio Insinna
- Sigla telenovela “Il Segreto” Rete 4 e Canale 5
- Sigla e musiche programma “Caduta Libera” (Canale 5) Gerry Scotti
- Sigla e musiche programma “Dinner Club” Carlo Cracco
- Musiche programma "Boomerissima" (Canale Nove) Alessia Marcuzzi
- Musiche programma "Fake Show" (Canale Nove) Max Giusti
- Musiche programma "Comedy Match" (Canale Nove) Katia Follesa
- Basi musicali programma "Like a Star" (canale nove) Amadeus

#### Sigle per cartoni animati
- Mack che principe sei? (Cristina D’Avena)
- Luna, principessa argentata (Cristina D’Avena)
- Supermodels (Cristina D’Avena)
- Franklin (Cristina D’Avena)
- Milly, vampiro per gioco (Cristina D’Avena)
- Papyrus e i misteri del Nilo (Cristina D’Avena)
- Sakura la partita non è finita (Cristina D’Avena)
- Alla ricerca della valle incantata (Cristina D’Avena)
- C’era una volta la terra (Cristina D’Avena)
- Pearlie (Benedetta Caretta)

#### Jingle
(alcuni dei sottoelencati, in collaborazione con Furio Bozzetti)
- Conad
- Dì per Dì
- Nivea
- Ferrero
- Parmalat
- Kinder Sorpresa
- Sir Condor
- Stralunati
- Los Pappagallos
- De Agostini
- Buitoni
- Cornetto Algida
- Barattolino Sammontana
- Panettone Motta
- Fiat Brava
- Keglevich
- Halls mento lyptus
- Amaretto di Saronno
- Pop Swatch
- Subaru Legacy e Forester
- Baileys
- Rio Casa Mia
- Marsì
- Invicta Cina, America, Messico, Mongolia
- Cremeria Motta
- Il Giornale
- Alfa
- Pic
- Monster Jam
- Yamaha M1
- Ferrari 430
- Ape Maia
- Collezione occhiali
- Gioielli etnici
- Looney Toones in cucina
- Ferrari radiocomandata
- Robozak
- Albero delle Fiabe
- A tavola con fantasia
- Be-Total
- Flymania
- Nutella Belgio
- Elicottero Carabinieri
- Oleari
- Cifo
- Be-Total 2014
- Tirrenia crociere
- Breil
- Tende Tempotest.